# Castle Howard

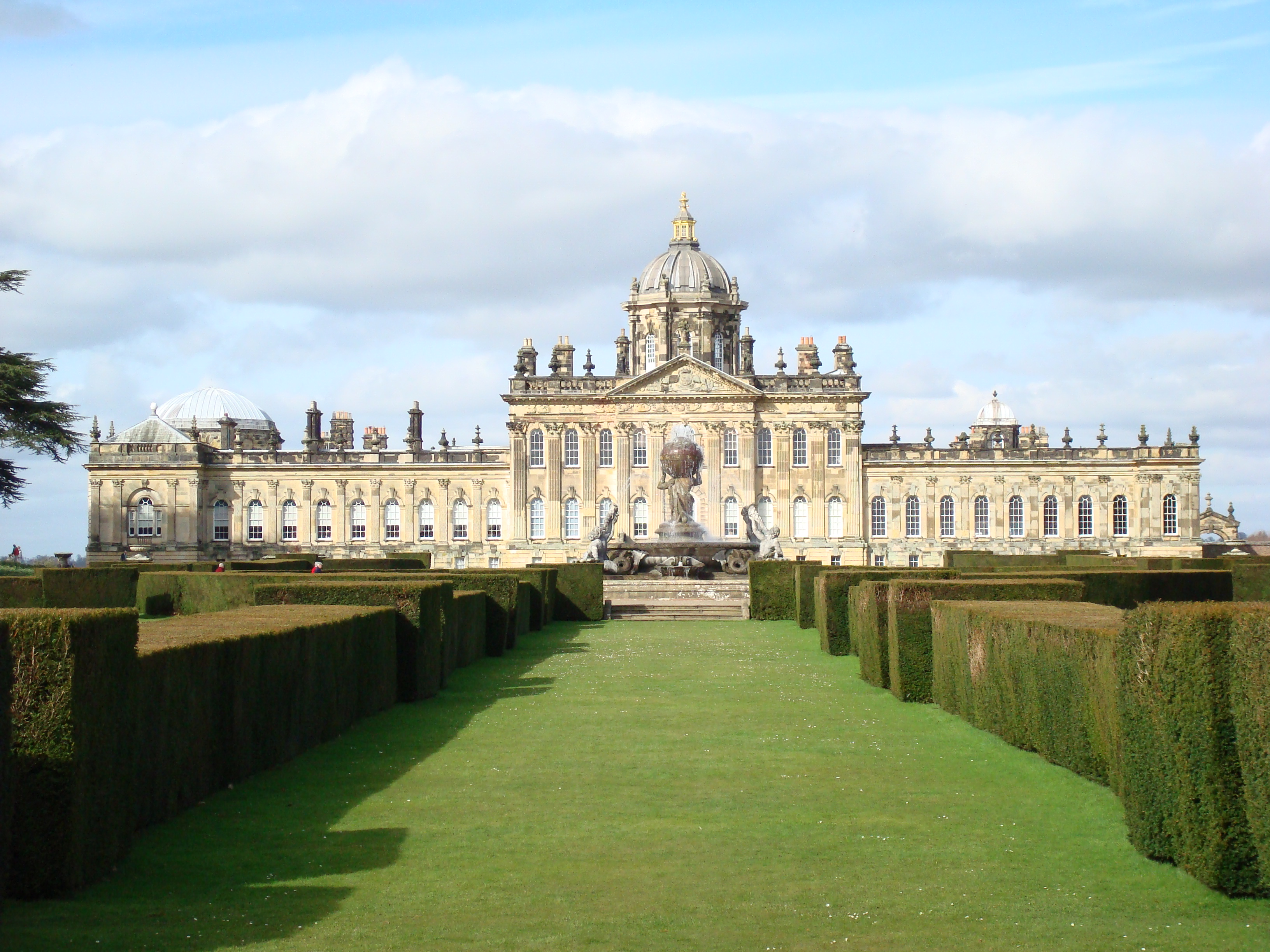
Castle Howard

Castle Howard är ett herresäte i North Yorkshire, England, 40 km norr om York. Det är ett av de största privata residensen i landet. Det är huvudsakligen byggt mellan 1699 och 1712 åt Charles Howard, 3:e earl av Carlisle efter John Vanbrughs ritningar. Castle Howard har varit delar av släkten Howards hem i mer än 300 år.
1940 drabbades slottet av en stor eldsvåda, men är numera till stora delar restaurerat.
Castle Howard är känt för TV-publiken som "Brideshead" i Granada Televisions TV-serie En förlorad värld (1981). Det användes även för filmerna Barry Lyndon och Gustaf 2. Till Castle Howard hör stora och mångskiftande parkanläggningar.